# Загретдинов, Роберт Абдрахманович
Ро́берт Абдрахма́нович Загретди́нов (баш. Заһретдинов Роберт Абдрахман улы) (16 декабря 1932, с. Азикеево, Мечетлинский район, БАССР, РСФСР, СССР—1 марта 2016, г. Уфа, Республика Башкортостан, Россия) — башкирский кубызист-виртуоз.

## Биография
Родился 16 декабря 1932 года в селе Азикеево Мечетлинского района Башкирской Автономной Советской Социалистической Республики (входила в состав Российской Советской Федеративной Социалистической Республики Союза Советских Социалистических Республик).
В 1962 году окончил Уфимское училище искусств, в 1968-м — Свердловский педагогический институт.
С 1968 года — преподаватель Уфимского педагогического колледжа № 2, в 1993—1995-х и 1998—2007 годах — Уфимского государственного института искусств (с 2003 года — федерального государственного бюджетного образовательного учреждения высшего образования «Уфимская государственная академия искусств»).
С 1992 года — председатель Центра хомусной (варганной) музыки по Урало-Волжскому региону.
Участник Дня культуры БАССР в Германской Демократической Республике в 1984 году, проходившем в городах Берлин и Галле, Дня Республики Башкортостан в 1997 году, проходившем в Москве. Гастролировал по СССР и другим 17 странам мира.
Организатор ансамблей кубызистов в федеральных государственных бюджетных образовательных учреждениях высшего образования «Башкирский государственный аграрный университет» и «Башкирский государственный педагогический университет имени М. Акмуллы», а также в Абзелиловском, Кармаскалинском, Мечетлинском и Учалинском районах.
Лауреат Республиканского праздника фольклора (1981 год, город Уфа), Всесоюзных смотров самодеятельного художественного творчества (1983—1985 годы, город Уфа), Республиканского (1983 год, Уфа) и Всесоюзного (1984—1985 годы, город Москва) фестивалей «Жемчужины народного творчества»; обладатель звания «Виртуоз-кубызист Мира» на Международном фестивале хомусистов (варганистов) народов мира (1991 год, город Якутск); лауреат Международного фестиваля исполнителей горлового пения «Хоомей» (1992 год, город Кызыл).
Стал инициатором создания Музея кубыза в селе Большеустьикинском Большеустьикинского сельсовета Мечетлинского района Республики Башкортостан Российской Федерации, основанного на коллекции кубызов и других музыкальных инструментов, переданных Загретдиновым в дар музею.
Умер 1 марта 2016 года в городе Уфе.

## Творчество
Автор свыше 50 музыкальных произведений, в том числе сочинений для кубыза «Уралтау» и «Утро», сочинения для курая и кубыза «Оҙонсәс» (с башкирского — «Длинная коса») и «Печаль Беслана», сочинения для баяна «Вальс-фантазия», «Концертный вальс» и «Марш».

## Награды
- Почётное звание «Отличник народного просвещения БАССР» (1974 год)[1];
- Почётное звание «Отличник народного просвещения РСФСР» (1978 год)[1];
- Почётное звание «Заслуженный работник культуры БАССР» (1981 год)[1];
- Почётное звание «Заслуженный работник культуры РСФСР» (1987 год)[1];
- Государственная премия Республики Башкортостан имени Салавата Юлаева (1993 год)[1][6]:

«За высокое исполнительское мастерство и большой вклад в пропаганду варганной музыки»;
- Орден Салавата Юлаева (2013 год)[1].

## Труды
Автор учебно-методических пособий:
- Загретдинов, Р. А. Школа игры на кубызе. — 1997[1].
- Загретдинов, Р. А. Школа башкирского горлового пения. — 2011[1].

## Память
В 1994 году в родном Загретдинову Мечетлинском районе прошёл конкурс «Юный кубызист» на приз его имени.